# Émile Torcheboeuf
Émile Torcheboeuf (ur. 17 lipca 1876 w Saint-Ouen-sur-Seine, zm. 29 listopada 1950 w Paryżu) – francuski lekkoatleta, uczestnik letnich igrzysk olimpijskich w Paryżu (1900).
Sukcesy odnosił w kilku dyscyplinach lekkoatletycznych, m.in. był dwukrotnym mistrzem Francji w pchnięciu kulą (1896, 1900) oraz brązowym medalistą mistrzostw Francji w skoku o tyczce (1896). Kilkukrotnie ustanawiał rekordy kraju w pchnięciu kulą i skoku o tyczce. Największy sukces w karierze odniósł w 1900 r. podczas olimpiady w Paryżu, zdobywając brązowy medal w skoku w dal z miejsca.

## Rekordy życiowe
- skok o tyczce – 2,875 (1895)
- skok w dal z miejsca – 3,03 (1900)
- pchnięcie kulą – 10,56 (1896)